# 福島忠勝
福島忠勝（日语：／ Fukushima Tadakatsu，1598年—1620年10月9日）是日本江戶時代前期大名。信濃高井野藩第2代藩主。父親是福島正則。

## 生平
在慶長3年（1598年）於尾張清洲城出生，家中次男。初名正勝，後來被第2代將軍德川秀忠下賜偏諱，於是改名為忠勝。在從兄弟兼義兄正之死後成為嫡男。慶長19年（1614年），父親正則在大坂冬之陣中以江戶城留守居役的身份留在江戶，此時向大坂出陣。翌年（1615年），在夏之陣因為遲到，所以負責修復被破壊的道路和堤防。
元和5年（1619年），父親正則因為幕府命令而被改易時，跟隨將軍秀忠上洛，之後與父親一同移至信濃高井野，此時被正則讓予家督。
在翌年（1620年）先於父親死去，此時正則非常悲傷，並向幕府歸還越後國魚沼郡2萬5千石。
弟弟正利成為3千餘石的旗本並令福島氏再興，不過因為沒有嗣子而斷絕。不過此後，居住在京都的兒子正長的長男正勝被登用，並擔任小姓組番頭，以後福島氏以2千石旗本的身份存續。